# (754) Malabar
(754) Malabar – planetoida z pasa głównego asteroid okrążająca Słońce w ciągu 5 lat i 62 dni w średniej odległości 2,99 au. Została odkryta 22 sierpnia 1906 roku w Landessternwarte Heidelberg-Königstuhl w Heidelbergu przez Augusta Kopffa. Nazwa pochodzi od miasta i góry Malabar na wyspie Jawa w Indonezji. Została nadana na pamiątkę holendersko-niemieckiej ekspedycji na Wyspę Bożego Narodzenia w celu obserwacji zaćmienia Słońca w 1922 roku. Przed jej nadaniem planetoida nosiła oznaczenie tymczasowe (754) 1906 UT.